# Тревиоло
Тревиоло (итал. Treviolo) — коммуна в Италии, находится в регионе Ломбардия, подчиняется административному центру Бергамо.
Население составляет 9402 человека (2004), плотность населения составляет 1175 чел./км². Занимает площадь 28 км². Почтовый индекс — 24048. Телефонный код — 035.
Покровителем коммуны почитается святой великомученик Георгий, празднование 23 апреля.

## Города-побратимы
- Ленчна, Польша
- Борго-а-Моццано, Италия